# Thomas Küttler
Thomas Küttler (* 26. Oktober 1937 in Schwarzbach; † 4. Dezember 2019 in Leipzig) war lutherischer Theologe und Superintendent der Evangelisch-Lutherischen Landeskirche Sachsens.

## Leben und Wirken
Küttler entstammte einer sächsischen Pfarrersfamilie. Um eine geordnete Schulausbildung zu erlangen, lebte er ab 1949 bei Verwandten in Hannover. Von 1957 bis 1962 studierte er Theologie in Göttingen und Münster. Sein Vikariat führte ihn nach London und in das Predigerseminar des Klosters Loccum. 1965 kehrte Küttler in die DDR zurück, um die Lehrerin Brigitte Bruchhold zu heiraten, deren Versuche, in den Westen überzusiedeln, fehlgeschlagen waren.
Von 1965 bis 1974 war er Pfarrer in Marbach (Kirchenkreis Leisnig), anschließend war er fünf Jahre lang als Studieninspektor am Predigerkolleg St. Pauli in Leipzig tätig. 1979 wurde Küttler Superintendent des Kirchenbezirks Plauen (Vogtland), dem 2000 der bis dahin selbständige Kirchenbezirk Oelsnitz zugeordnet wurde.
Durch sein Auftreten bei der ersten Plauener Großdemonstration am 7. Oktober 1989 sorgte Küttler für einen weitgehend friedlichen Ausgang der Kundgebung. Er formierte die Plauener „Gruppe der 20“ und leitete von Dezember 1989 bis März 1990 den Plauener Runden Tisch.
Als Ruheständler lebte er seit 2002 in Leipzig. Küttler hatte vier Kinder.

## Weitere Ämter
- 1972 bis 2002 Mitglied der Sächsischen Landessynode, von 1978 an als Vizepräsident
- 1975 bis 1985 Mitglied der Synode des Bundes der Evangelischen Kirchen in der DDR
- 1988 bis 1989 Delegierter für die Ökumenische Versammlung für Gerechtigkeit, Frieden und Bewahrung der Schöpfung in der DDR
- 1990 bis 2004 Mitglied des ZDF-Fernsehrats für den Freistaat Sachsen
- 1990 bis 2003 Mitglied der Synode der Evangelischen Kirche in Deutschland, von 2001 an als Vizepräsident

## Ehrungen
- 1990 Ehrenbürger der Stadt Plauen
- 1995 Bundesverdienstkreuz I. Klasse
- 1997 Sächsische Verfassungsmedaille
- 2014 Preis der Deutschen Gesellschaft e. V. für Verdienste um die deutsche und europäische Vereinigung.[2]

## Werke (Auswahl)
- 1990: Das Evangelium nach Markus, ISBN 3-374-01074-1.
- 1991 zusammen mit Curt Roeder: Die Wende in Plauen, ISBN 3-929039-15-X.
- 2009: Umstrittene Judenmission, ISBN 978-3-374-02710-1.
- 2009: Gerechte Wende? Von der Aktualität von Texten der Ökumenischen Versammlung 1989, in: Erinnern – Danken – Fragen, ISBN 978-3-374-02742-2.
- 2010: Beginnt eure Revolution nicht am Sonnabend um drei, in: Eckhard Jesse, Thomas Schubert (Hrsg.): Zwischen Konfrontation und Konzession, ISBN 978-3-86153-608-6.
- 2012: Wie soll die Kirche des Neuen Bundes sich zum Judentum stellen?, in: Folker Siegert (Hrsg.): Kirche und Synagoge – Ein lutherisches Votum, ISBN 978-3-525-54012-1.

## Andere Literatur
- Connelly, Moment of Revolution: Plauen (Vogtland), October 7, 1989, in: German Politics and Society 1990, Heft 20, ISSN 0882-7079.
- Schweitzer, Haack und Krätschell (Hrsg.): Lebensläufe, hüben und drüben, Opladen 1993, ISBN 3-8100-1121-5.
- Kowalczuk, Endspiel – Die Revolution von 1989 in der DDR, München 2009, ISBN 978-3-406-58357-5.
- Schuller, Die deutsche Revolution 1989, Berlin 2009, ISBN 978-3-87134-573-9.